# Dieter Schmidt (Fußballspieler, 1947)
Dieter Schmidt (* 4. Februar 1947) ist ein ehemaliger deutscher Fußballspieler. Der Mittelfeld- und Abwehrspieler hat in der Saison 1967/68 für Borussia Neunkirchen acht Spiele in der Fußball-Bundesliga und bis 1972 für die Mannschaft vom Ellenfeldstadion in der zweitklassigen Fußball-Regionalliga Südwest 56 Ligaspiele mit sechs Toren absolviert. In den letzten zwei Jahren der zweitklassigen Regionalliga Südwest hat er beim SV Alsenborn von 1972 bis 1974 noch weitere 43 Ligaspiele mit drei Toren folgen lassen.

## Laufbahn
Schmidt, er war aus der Borussen-Jugend über die Amateurmannschaft in den Ligakader aufgerückt, wurde von Trainer Željko Čajkovski erstmals am 14. Mai 1967, dem letzten Rundenspieltag 1966/67, in der Ligamannschaft von Borussia Neunkirchen eingesetzt. Beim 3:2-Heimsieg gegen Saar 05 Saarbrücken verteidigte er zusammen mit Volker Münz vor Torhüter Horst Kirsch. Neunkirchen gewann die Südwestmeisterschaft und setzte sich in der Aufstiegsrunde zum Aufstieg in die Bundesliga durch. Dabei kam Dieter Schmidt aber zu keinem Einsatz.
In der Bundesligasaison 1967/68 absolvierte Schmidt dann für die Schwarz-Weißen vom Ellenfeldstadion acht Bundesligaspiele. Das Eigengewächs debütierte am 16. Dezember 1967 bei einer 1:2-Auswärtsniederlage beim VfB Stuttgart als rechter Außenläufer an der Seite von Stopper Erich Leist und dem linken Seitenläufer Dieter Schock in der Bundesliga. Auch am 34. und letzten Rundenspieltag, den 25. Mai 1968, bei einer 1:2-Auswärtsniederlage beim SV Werder Bremen, vertrat er die Farben der Saarelf. Mit Torhüter Willi Ertz, dem Verteidigerpaar Gerd Regitz und Volker Münz und in der Läuferreihe mit Schmidt, Jürgen Rohweder und Peter Czernotzky wurde die Runde beendet. Neunkirchen belegte den vorletzten Platz in der Abschlusstabelle und stieg somit in die Zweitklassigkeit ab.
Schmidt blieb und spielte mit der Borussia in der Regionalliga Südwest. Nach einem fünften Tabellenplatz im ersten Jahr folgte der vierte Platz in der zweiten Spielzeit 1969/70. Im dritten Jahr, der Saison 1970/71, gewann Schmidt unter Trainer Kurt Sommerlatt und an der Seite von Mitspielern wie Gerd Schley, Heinz Histing, Werner Martin, Norbert Heß, Gerd Zewe, Erich Hermesdorf, Jürgen Pontes und Heinz-Jürgen Henkes die Meisterschaft und qualifizierte sich so für die anschließende Aufstiegsrunde. Er absolvierte in dieser ein Spiel gegen Wacker 05 Berlin (2:0), doch Platz zwei in der Runde, hinter Fortuna Düsseldorf, reichte nicht für den Aufstieg. Beim dritten Meisterschaftserfolg 1971/72 mit Borussia Neunkirchen in der Regionalliga Südwest kam er unter dem neuen Trainer Alfred Preißler zu seinen letzten fünf Verbandsspieleinsätzen. Zur Saison 1972/73 schloss er sich dem pfälzischen Ligarivalen SV Alsenborn an und beendete dort nach weiteren 43 zweitklassigen Regionalligaeinsätzen mit drei Toren im Sommer 1974 seine höherklassige Laufbahn.